# Terry Hughes
Terence P. Hughes, más conocido como Terry Hughes (Dublín, 1956) es un biólogo marino de nacionalidad irlandesa y australiana. Es reconocido por sus investigaciones sobre el blanqueamiento mundial de los corales causado por el cambio climático.

## Biografía

### Formación e investigación
Hughes se licenció en Zoología en la Universidad de Dublín y obtuvo un doctorado en Ecología y Evolución de la Universidad Johns Hopkins en 1984, por su investigación innovadora sobre las historias de vida de los corales, los cambios de fase y la resistencia de los arrecifes de coral del Caribe. Después de su doctorado, fue becario de investigación posdoctoral de la Fundación Nacional de Ciencias (NSF) y profesor en la Universidad de California, Santa Bárbara (1984-1990) antes de trasladarse a la Universidad James Cook en Townsville, Australia. Fue nombrado profesor en 2000 y estableció el Centre of Excellence for Coral Reef Studies del Consejo de Investigación Australiano (ARC) en 2005. Profesor de Biología Marina en la Universidad James Cook de Queensland, Australia, la revista Nature lo apodó "Centinela del arrecife" en 2016 por el papel global que desempeña en la aplicación de la ciencia multidisciplinar para asegurar la sostenibilidad de los arrecifes. Es un Investigador Laureado del ARC y director del Centro de Excelencia para el Estudio de los Arrecifes de Coral del Consejo. Sus intereses de investigación abarcan la ecología de los arrecifes de coral, la macroecología y la evolución, así como las interacciones socio-ecológicas. Su trabajo más reciente (2020) se ha centrado en la ecología marina, la macroecología, el cambio climático, la identificación de fronteras planetarias seguras para el desarrollo humano y en la gobernanza transformadora del mar en Australia, Chile, China, las Islas Galápagos, el Golfo de Maine y el Triángulo de Coral.
Hasta la fecha, Hughes ha publicado más de 140 publicaciones revisadas por expertos. Su trabajo recibe una amplia cobertura de los medios de comunicación y comunica activamente sus conclusiones a un público más amplio a través de artículos en prensa, radio y televisión. Bajo la dirección de Hughes, el Centro ARC ha crecido hasta convertirse en la principal autoridad mundial en la ciencia de los arrecifes de coral y es un centro de investigación y formación de postgrado líder en el mundo. El Centro ARC produce más de 350 publicaciones anuales y recientemente se le concedió más financiación hasta 2021. Las citas de sus trabajos en Google Scholar superan las 69.000 a fecha de enero de 2021.

### Reconocimientos
En 2001, Hughes fue elegido miembro de la Academia Australiana de Ciencias por su contribución a la ciencia de los arrecifes de coral. Ha recibido la Medalla del Centenario por sus servicios a la sociedad australiana y a la biología marina, el Premio del Jubileo de Plata a la Excelencia de la Asociación Australiana de Ciencias Marinas, el Premio Eureka Sherman del Museo Australiano de Ciencias Ambientales, una Australian Laureate Fellowship en 2012, y la prestigiosa Medalla Darwin de la International Coral Reef Society. En 2014, la Academia China de Ciencias le otorgó una Cátedra Einstein. Hughes fue co-ganador del Premio John Maddox 2018, otorgado por Nature y Sense about Science. En 2018, Hughes también fue galardonado con el Premio A.G. Huntsman a la Excelencia en Ciencias Marinas y el Premio al Cambio Climático de la Fundación Príncipe Alberto II de Mónaco. En 2019, el Trinity College de Dublín le otorgó un doctorado honorario y en 2019 recibió el Premio Fundación BBVA Fronteras del Conocimiento en la categoría de Ecología y Biología de la Conservación junto a Carlos M. Duarte y Daniel Pauly por «sus contribuciones seminales al conocimiento de los océanos y sus esfuerzos por proteger y conservar la biodiversidad marina y los servicios de los ecosistemas oceánicos en un mundo en rápido cambio».En 2020, el profesor Hughes y su equipo publicaron un estudio que mostró que la Gran Barrera de Coral perdió más del 50% de sus corales entre 1995 y 2017. Esta disminución afectó tanto a los corales de aguas poco profundas como a los de aguas profundas, siendo particularmente afectados los corales ramificados y en forma de tabla, que proporcionan hábitats para muchos organismos marinos.